# 波索公園 (加利福尼亞州)
波索公園（英語：Poso Park）是位於美國加利福尼亞州圖萊里縣的一個人口普查指定地區。

## 地理
波索公園的座標為35°48′41″N 118°38′12″W / 35.81139°N 118.63667°W，而該地最高點為海拔高度1421米（即4662英尺）。

## 人口
根據2010年美國人口普查的數據，波索公園的面積為0.113平方千米，當中陸地面積為0.113平方千米，而水域面積為0.000平方千米。當地共有人口9人，而人口密度為每平方千米79人。